# Власина Округлица
Власина Округлица је насеље у Србији у општини Сурдулица у Пчињском округу. Према попису из 2022. био је 91 становник.
Махале или заосеци у овом насељу су: Симонови, Илијини, Крајини, Цакини, Промаја, Рунчини, Павлови, Димини, Јарчеви, Митини, Вучини.
До 1965. ово насеље је било седиште Општине Власина Округлица коју су чинила насељена места: Божица, Драјинци, Грознатовци, Клисура, Колуница, Кострошевци, Паља, Стрезимировци, Сухи Дол, Топли Дол, Власина Округлица, Власина Рид и Власина Стојковићева. После укидања општине подручје бивше општине је у целини ушло у састав општине Сурдулица.

## Демографија
У насељу Власина Округлица живи 137 пунолетних становника, а просечна старост становништва износи 46,4 година (47,3 код мушкараца и 45,6 код жена). У насељу има 62 домаћинства, а просечан број чланова по домаћинству је 2,63.
Ово насеље је великим делом насељено Србима (према попису из 2002. године), а у последња три пописа, примећен је пад у броју становника.
|  |

| Демографија | Демографија | Демографија |
| Година      | Становника  | Становника  |
| ----------- | ----------- | ----------- |
| 1948.       | 1.686       |             |
| 1953.       | 1.852       |             |
| 1961.       | 1.576       |             |
| 1971.       | 1.180       |             |
| 1981.       | 666         |             |
| 1991.       | 281         | 274         |
| 2002.       | 163         | 166         |
| 2011.       | 128         |             |
| 2022.       | 91          |             |

| Етнички састав према попису из 2002.‍ | Етнички састав према попису из 2002.‍ | Етнички састав према попису из 2002.‍ | Етнички састав према попису из 2002.‍ | Етнички састав према попису из 2002.‍ |
| ------------------------------------ | ------------------------------------ | ------------------------------------ | ------------------------------------ | ------------------------------------ |
|                                      |                                      |                                      |                                      |                                      |
| Срби                                 | Срби                                 |                                      | 156                                  | 95,70%                               |
| Југословени                          | Југословени                          |                                      | 2                                    | 1,22%                                |
| Чеси                                 | Чеси                                 |                                      | 1                                    | 0,61%                                |
| Бугари                               | Бугари                               |                                      | 1                                    | 0,61%                                |
| непознато                            | непознато                            |                                      | 3                                    | 1,84%                                |

| Година пописа     | 1948. | 1953. | 1961. | 1971. | 1981. | 1991. | 2002. |
| ----------------- | ----- | ----- | ----- | ----- | ----- | ----- | ----- |
| Број домаћинстава | 261   | 301   | 336   | 307   | 204   | 102   | 62    |

| Број чланова      | 1  | 2  | 3 | 4 | 5 | 6 | 7 | 8 | 9 | 10 и више | Просек |
| ----------------- | -- | -- | - | - | - | - | - | - | - | --------- | ------ |
| Број домаћинстава | 17 | 21 | 8 | 4 | 8 | 4 | 0 | 0 | 0 | 0         | 2,63   |

| Пол    | Укупно | Неожењен/Неудата | Ожењен/Удата | Удовац/Удовица | Разведен/Разведена | Непознато |
| ------ | ------ | ---------------- | ------------ | -------------- | ------------------ | --------- |
| Мушки  | 69     | 16               | 42           | 10             | 1                  | 0         |
| Женски | 71     | 10               | 46           | 14             | 1                  | 0         |
| УКУПНО | 140    | 26               | 88           | 24             | 2                  | 0         |

| Пол    | Укупно                    | Пољопривреда, лов и шумарство | Рибарство                            | Вађење руде и камена | Прерађивачка индустрија       |
| ------ | ------------------------- | ----------------------------- | ------------------------------------ | -------------------- | ----------------------------- |
| Мушки  | 37                        | 11                            | 0                                    | 0                    | 6                             |
| Женски | 16                        | 1                             | 0                                    | 0                    | 6                             |
| УКУПНО | 53                        | 12                            | 0                                    | 0                    | 12                            |
| Пол    | Производња и снабдевање   | Грађевинарство                | Трговина                             | Хотели и ресторани   | Саобраћај, складиштење и везе |
| Мушки  | 1                         | 3                             | 2                                    | 2                    | 3                             |
| Женски | 0                         | 0                             | 4                                    | 0                    | 1                             |
| УКУПНО | 1                         | 3                             | 6                                    | 2                    | 4                             |
| Пол    | Финансијско посредовање   | Некретнине                    | Државна управа и одбрана             | Образовање           | Здравствени и социјални рад   |
| Мушки  | 0                         | 0                             | 1                                    | 1                    | 2                             |
| Женски | 0                         | 0                             | 0                                    | 0                    | 3                             |
| УКУПНО | 0                         | 0                             | 1                                    | 1                    | 5                             |
| Пол    | Остале услужне активности | Приватна домаћинства          | Екстериторијалне организације и тела | Непознато            | Непознато                     |
| Мушки  | 0                         | 0                             | 0                                    | 5                    | 5                             |
| Женски | 0                         | 0                             | 0                                    | 1                    | 1                             |
| УКУПНО | 0                         | 0                             | 0                                    | 6                    | 6                             |